# Tawarga
Tawarga ou Tawergha (en berbère ⵜⴰⵡⴻⵔⵖⴰ, en arabe تاورغا) est une ville libyenne qui se situe à une quarantaine de kilomètres au sud de Misrata, la troisième ville du pays. Tawarga est devenue après la guerre civile de 2011 une ville fantôme, vidée de ses 30 000 habitants. Sa population, libyenne, était une population quasi exclusivement noire, descendante d'anciens esclaves.

## Tawarga dans la guerre civile
En 2011, durant la guerre civile, elle fut le théâtre de violents affrontements opposant les forces rebelles du Conseil national de transition aux forces pro-Kadhafi.
Des Tawerghis s'étaient enrôlés dans les forces kadhafistes participant au siège de Misrata, commettant pour certains des viols et meurtres sur la population locale. 
Après le conflit, Tawarga fut l'objet de représailles de la part de milices révolutionnaires venant de Misrata, accusant les habitants d'avoir soutenu l'ancien dictateur et d'avoir tué et violé des habitants de Misrata, à la demande de l'ancien leader. Le 11 août 2011, la population fuit massivement la ville devant l'avancée des miliciens misratis. Les bâtiments sont pillés et de nombreux incendiés. Depuis, la bourgade est presque totalement déserte,, la population s'est réfugiée dans des camps provisoires comme l'ancienne académie navale à Janzour, non loin de Tripoli. 
Il existait un racisme larvé de la population de Misrata à l'encontre de la population noire de Tawarga. Historiquement les Misratis possédaient la terre et les Tawerghis la cultivaient. Beaucoup de Tawerghis travaillaient à Misrata et avaient dû l'évacuer au début de la révolution.
En janvier 2018, Jaballah al-Chibani, membre de la Chambre des députés représentant la ville, qualifie la révolution de février 2011 de « catastrophe », ajoutant que ceux qui diraient le contraire seraient « soit des profiteurs, soit des hypocrites », ajoutant que Kadhafi « est plus honnête qu'[eux] ». Ceci conduit à l'ouverture d'une enquête parlementaire à son encontre, puisque tout député est tenu à respecter les « buts de la révolution », tandis que certains de ses collègues profèrent des insultes racistes à son égard, comme « esclave ». Au même moment, malgré la signature d'un accord autorisant les habitants à revenir dans leur ville, les milices de la ville rivale de Misrata, qui ont pillé et brûlé la ville, les en ont empêchés. La signature de cet accord serait l'une des motivations du meurtre du maire de Misrata, Mohamad Echtewi, en décembre 2017.

## Films documentaires
- (en) 2013 : The Road to Tawerghaa[N 1] d'Ashraf Al Mashharawi, Libye, 42 min.
- (fr) 2018 : "Libye, anatomie d'un crime[N 2]", arte, réalisé par Cécile Allegra, 70 min.